# Celâlzâde Mustafa Çelebi
Celâlzâde Mustafa Çelebi (جلال زاده مصطفى چلبی / Celāl-zāde Muṣṭafā Çelebi) oder Muṣṭafā b. Celāl, auch bekannt unter seinem Beinamen Ḳoca Nişancı (قوجه نشانجی / ‚der Große Kanzler‘) (geb. um 1490 in Tosya, gest. 1567 in Istanbul) war als Siegelbewahrer (nişancı) Sultan Süleymans I. ein hoher Regierungsbeamter des osmanischen Reichs und ein bedeutender Historiker des 16. Jahrhunderts.

## Leben
Mustafa war der älteste Sohn des ḳāḍī Celâl(eddin) aus der nordanatolischen Stadt Tosya. Auf Veranlassung des Großwesirs Pīrī Mehmed Pascha wurde er 1516 Schreiber am Sultanshof und diente den Großwesiren Pīrī Pascha (1518–1523) und İbrāhīm Pascha (1523–1536) als Privatsekretär. Von 1525 bis 1534 leitete er als Hauptsekretär (reʾīsü 'l-küttāb) das Schreibbüro, 1534–1556 und 1566–1567 bekleidete er das einflussreiche Regierungsamt des nişancı, des „Siegelbewahrers“ oder Leiters der Reichskanzlei und Mitglieds des Osmanischen Reichsrats (dīvān-ı hümāyūn).
Celâlzâde Mustafas Leben und berufliche Karriere verliefen fast gleichzeitig zur Lebens- und Regierungszeit Süleymans I., von dessen Thronbesteigung am 30. September 1520 er in seinem Werk Ṭabaḳātü 'l-Memālik ve Derecātü 'l-Mesālik (‚Die Klassen der Reiche und die Grade der Wege‘), das in 30 Klassen (ṭabaḳāt) und 365 Grade (derecāt) gegliedert ist, berichtet. Im Mai 1521 begleitete er Pīrī Pascha als Sekretär auf dem Feldzug gegen das Königreich Ungarn, der mit der erfolgreichen Belagerung von Belgrad (1521) die osmanische Expansion nach Mitteleuropa einleitete. Er nahm an der Belagerung von Rhodos (1522) teil, deren detaillierte Darstellung in Ṭabaḳāt zu den wichtigsten historischen Quellen zu diesem Ereignis zählt.
1523 verlor Mustafas Förderer Pīrī Pascha sein Amt. Mit İbrāhīm Pascha wurde am 23. Juni 1523 ein enger Vertrauter Süleymans neuer Großwesir, Mustafa wurde sein Privatsekretär und blieb es bis zur Hinrichtung İbrāhīms 1536. Zu Celâlzâde Mustafas Aufgaben zählte das Verfassen der offiziellen Siegesberichte (fetiḥ-nāme, darunter das Fetiḥnāme-ı Rodos), die weite Verbreitung fanden und eine entscheidende Rolle bei der Konstruktion von Süleymans Image als geschicktem Schlachtenlenker spielten. Den osmanischen Sieg gegen das Königreich Ungarn in der Schlacht bei Mohács (1526) nimmt Celâlzâde Mustafa zum Anlass, seinen Sultan als „Messias der Endzeit“ (mehdī-yi āḫiru 'z-zamān) und „Herr der günstigen Sternenkonjunktion“ (ṣaḥib-ḳırān) zu bezeichnen. Mit diesen timuridischer Tradition entstammenden Begriffen formuliert er den osmanischen Anspruch auf universelle Herrschaft im Kontext islamischer politischer Herrschaftsbegriffe und stellt diesen dem ähnlich universellen Anspruch des Heiligen Römischen Reiches entgegen.
1529 beauftragte Süleyman Mustafa mit der Erstellung einer Urkunde (berāt), die İbrāhīm Pascha zum Oberkommandierenden (serʿasker) mit weitgehenden Vollmachten ernannte. Erstmals teilte Süleyman I. die Macht, die bisher allein in der Hand des Sultans lag, mit seinem höchsten Verwaltungsbeamten; Mustafa begründet dies mit dem enormen Gebietsgewinn des Reiches und der Notwendigkeit seiner effizienten Verwaltung. K. Şahin (2013) zieht eine Parallele zum Heiligen Römischen Reich, wo zur gleichen Zeit Erzherzog Ferdinand Kaiser Karl V. gegenüber eine vergleichbare Rolle als Sacre Caesare […] in Imperio Locumtenens generalis (in osmanischen Dokumenten übersetzt als ser-leşker) innehatte. Der Konflikt zwischen Karl V. und Süleyman I. um die Universalherrschaft, ausgetragen in Ungarn, fand ein vorläufiges Ende mit der vergeblichen Belagerung Wiens (1529).
Nach dem Tod seines Mentors Seydi Bey wurde Celâlzâde Mustafa 1534 zum nişancı ernannt. Bis etwa 1550 hatte er die Aufgabe, Briefe für den Sultan zu schreiben, die Vergabe der Tımar-Lehen zu überwachen, das Sultansrecht (ḳānūn) auszuarbeiten und die osmanische Bürokratie weiterzuentwickeln. Im Mai 1555 verfasste er den Friedensvertrag von Amasya, der den Osmanisch-Safawidischen Krieg (1532–1555) beendete und die Einflusssphären des Osmanischen und Safawidischen Reichs endgültig festlegte.
1556 trat Celâlzâde Mustafa in den Ruhestand; Süleyman verlieh ihm den Ehrentitel müteferriḳa-başı. In dieser Zeit entstanden seine historischen Schriften. 1566 begleitete er Süleyman auf dessen letztem Feldzug. Im gleichen Jahr wurde er von Süleymans Sohn und Nachfolger Selim II. erneut zum nişancı berufen und hatte das Amt bis zu seinem Tod 1567 inne.

## Bedeutung
Neben dem Şeyhülislam Mehmed Ebussuud Efendi zählte Celâlzâde Mustafa zu den engsten und einflussreichsten Mitarbeitern Süleymans des Prächtigen. Unter seiner Leitung bildete sich eine eigenständige osmanische Bürokratie (ḳalemiyye) und die Verwaltungsstruktur des frühneuzeitlichen Osmanischen Reiches heraus. Die Kodifizierung des säkularen osmanischen Rechts (ḳānūn) diente ebenso der Legitimierung der osmanischen Herrschaft wie die vom Şeyhülislam verantwortete Ausbildung der „osmanisch-hanafitischen“ Rechtsschule.
Durch seine Werke zu Geschichte und Ethik trug Celâlzâde Mustafa entscheidend zur Entwicklung eines osmanischen Politikverständnisses als Universalmacht bei. Als Augenzeuge berichtet er – aus osmanischer und sunnitisch-muslimischer Perspektive – von den Konflikten mit der Habsburgermonarchie im Türkenkrieg des 16. Jahrhunderts sowie dem persischen Safawidenreich im Osmanisch-Safawidischen Krieg (1532–1555).

## Werke
- Fetiḥnāme-ı Rodos, Buch vom Sieg auf Rhodos
  - Moderne Ausgabe: Celālzāde Muṣṭafā: Celalzâde’nin Rodos Fetihnamesi. Hrsg.: Murat Yıldız. Libra Kitap, Istanbul 2013, ISBN 978-6-05432681-5.
- Tabakâtü'l-Memâlik ve Derecâtü'l-Mesâlik, Geschichte der Regierung Süleymans I. von 1520 bis 1557.
  - Handschriften: Berlin, Staatsbibliothek Preussischer Kulturbesitz, Ms. or. quart 1961; Wien, Nationalbibliothek H.O.41; Istanbul, Ayasofya 3206, Fatih 4423, Universite Ktph. T.Y. 5997.
  - Faksimile-Ausgabe: Petra Kappert (Hrsg.): Geschichte Sultan Süleymān Ḳānūnīs von 1520 bis 1557 oder Tabaḳāt ül-Memālik ve Derecat ül-Mesālik – von Celālzāde Muṣṭafā genannt Ḳoca Nişānci. Steiner Verlag, Wiesbaden, 1981, ISBN 978-3-515-02911-7.
- Me'aricü'n-Nübüvve, Türkische Übersetzung der Prophetengeschichte des Mu'inü'l-Miskin
  - Handschriften: Süleymaniye Ktp., Fatih, Nr. 4289, Serez, Nr. 1813; Millet Ktp., Ali Emiri Efendi. nr. 1131
- Mevâhibü'l-Hallâk fî Merâtibi'l-Ahlâk, über islamische Ethik.
  - Handschriften: Süleymaniye Ktp., Hamidiye, Nr. 706; Harvard University, Houghton Library Ms. Turk 29 Digitalisat
- Enîsü's-Selâtîn ve Celîsü'l-Havâkîn
- Selimnâme, Beschreibung der Verdienste Selims I. um Religion und Staat.
  - Moderne Ausgabe: Celālzāde Muṣṭafā: Selim-nāme. Hrsg.: Ahmed Uğur, Mustafa Çuhadar. Isis, Istanbul 1995, ISBN 978-975-428-077-7.